# Viggiù
Viggiù – miejscowość i gmina we Włoszech, w regionie Lombardia, w prowincji Varese.
Według danych na rok 2004 gminę zamieszkiwało 4968 osób, 552 os./km².

## Główne zabytki
Do głównych zabytków  znajdujących się w Viggiù zaliczyć można m.in. Kościół Santa Stefano zbudowany w stylu romańskim. Wzniesiono go na granicy korony domów, które tworzyły wysoki amfiteatr, zwrócony w stronę Valaceresio. Kościół został powiększony w XV w. do obecnych rozmiarów – trzech szerokich naw bocznych, podzielonych na cztery przęsła, rozdzielonych sześcioma kolumnami i zwieńczonych kapitelami.